# Arthragrostis deschampsioides
Arthragrostis deschampsioides är en gräsart som först beskrevs av Karel Domin, och fick sitt nu gällande namn av Michael Lazarides. Arthragrostis deschampsioides ingår i släktet Arthragrostis och familjen gräs. Inga underarter finns listade i Catalogue of Life.